# 2013 TV135
2013 TV135 – planetoida z grupy Apolla, odkryta 12 października 2013 roku w Krymskim Obserwatorium Astrofizycznym. Odkrycie to w kolejnych kilku dniach października potwierdziły obserwatoria we Włoszech, Hiszpanii, Wielkiej Brytanii i w syberyjskiej części Rosji.

## Opis, prawdopodobieństwo zderzenia z Ziemią
2013 TV135 zaliczana jest do grupy planetoid bliskich Ziemi oraz potencjalnie niebezpiecznych obiektów (z oceną ryzyka kolizji z Ziemią początkowo oznaczaną liczbą 1 w skali Torino), ponieważ zbliżać się może do orbity Ziemi na odległość ok. 554 tys. kilometrów, a więc ponad 13 razy bliżej, niż wynosi wyznaczona dla tej kategorii obiektów granica.
Średnica obiektu wynosi około 450 metrów, a jego masa szacowana jest na ok. 120 milionów ton. Według wstępnych obliczeń do początku listopada 2013 roku nie było pewności, czy minie bezkolizyjnie Ziemię 26 sierpnia 2032 roku. Gdyby doszło do uderzenia w Ziemię, to obiekt wszedłby w atmosferę ziemską z prędkością 14,93 km/s i przy zderzeniu wyzwoliłby energię ok. 3190 megaton trotylu.
3 listopada 2013, w związku z bardzo niskim prawdopodobieństwem zderzenia (ok. 1 do 345 tysięcy), ocenę w skali Torino zredukowano z 1 do 0. Według obliczeń z 7 listopada 2013 prawdopodobieństwo zderzenia z Ziemią 26 sierpnia 2032 roku określono na 1 do ok. 170 mln, co oznacza, że bezkolizyjne minięcie Ziemi w tym dniu było już niemal całkowicie pewne. Ostatecznie 8 listopada 2013 planetoida została usunięta z listy obiektów śledzonych pod kątem zagrożenia kolizją z Ziemią.
Według danych ze stycznia 2020 roku planetoida w 2032 roku nie będzie przelatywać w pobliżu orbity Ziemi. Minie Ziemię stosunkowo blisko 18 sierpnia 2047 roku – w odległości ok. 0,04055 jednostki astronomicznej (6,067 mln km), a jeszcze bliżej 3 września 2145 roku – w odległości około 0,0175 au (2,62 mln km).